# Жиссак
Жисса́к (фр. и окс. Gissac) — коммуна во Франции, находится в регионе Окситания. Департамент — Аверон. Входит в состав кантона Камарес. Округ коммуны — Мийо.
Код INSEE коммуны — 12109.
Коммуна расположена приблизительно в 560 км к югу от Парижа, в 125 км восточнее Тулузы, в 65 км к юго-востоку от Родеза.

## Население
Население коммуны на 2008 год составляло 114 человек.
| 1962 | 1968 | 1975 | 1982 | 1990 | 1999 | 2008 |
| ---- | ---- | ---- | ---- | ---- | ---- | ---- |
| 138  | 146  | 117  | 152  | 139  | 97   | 114  |

## Экономика
В 2007 году среди 77 человек в трудоспособном возрасте (15—64 лет) 59 были экономически активными, 18 — неактивными (показатель активности — 76,6 %, в 1999 году было 78,5 %). Из 59 активных работали 57 человек (27 мужчин и 30 женщин), безработных было 2 (1 мужчина и 1 женщина). Среди 18 неактивных 7 человек были учениками или студентами, 6 — пенсионерами, 5 были неактивными по другим причинам.

## Достопримечательности
- Замок Монтегю (XII век). Памятник истории с 1987 года[3]

## Фотогалерея

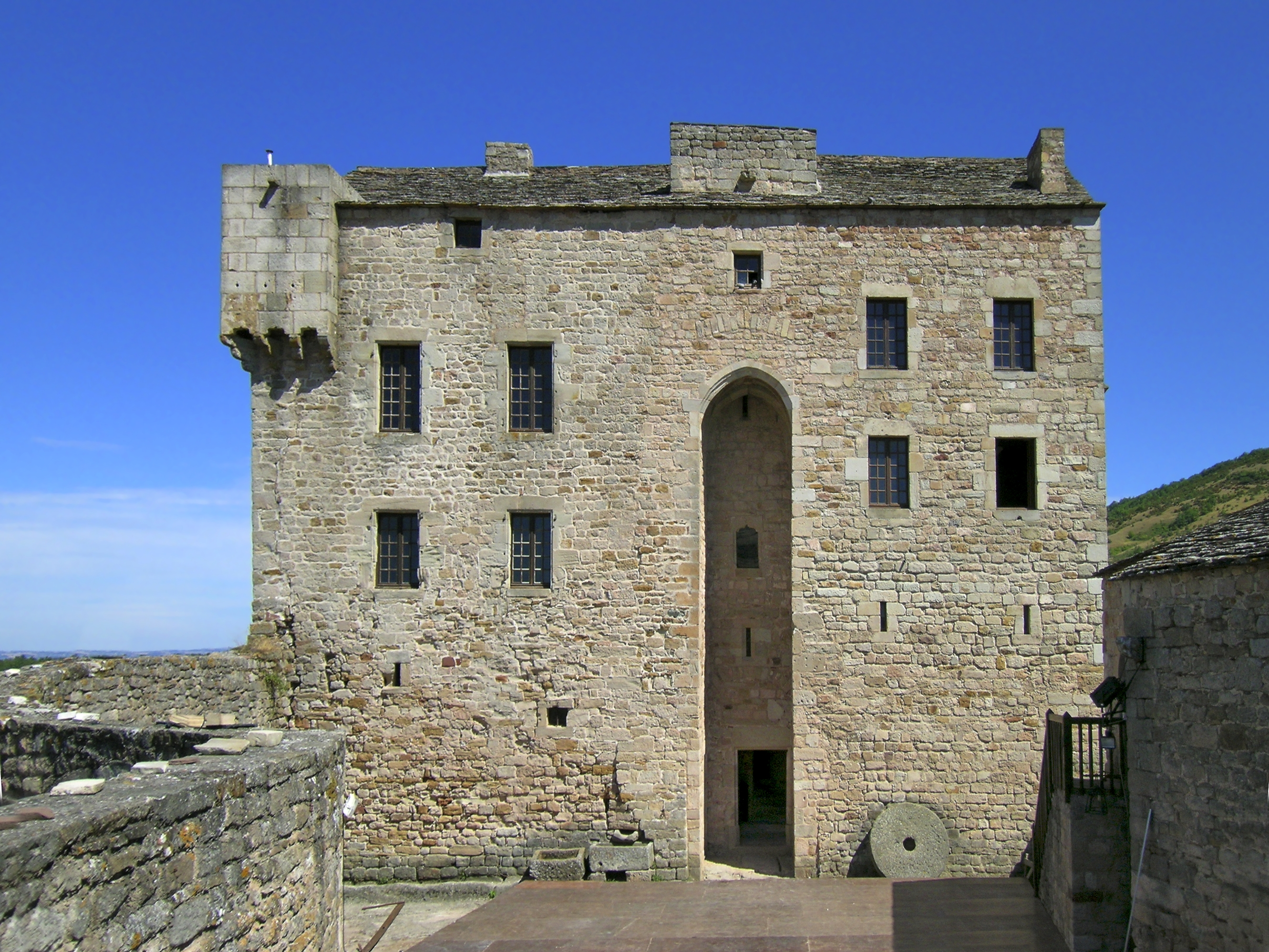
Замок Монтегю
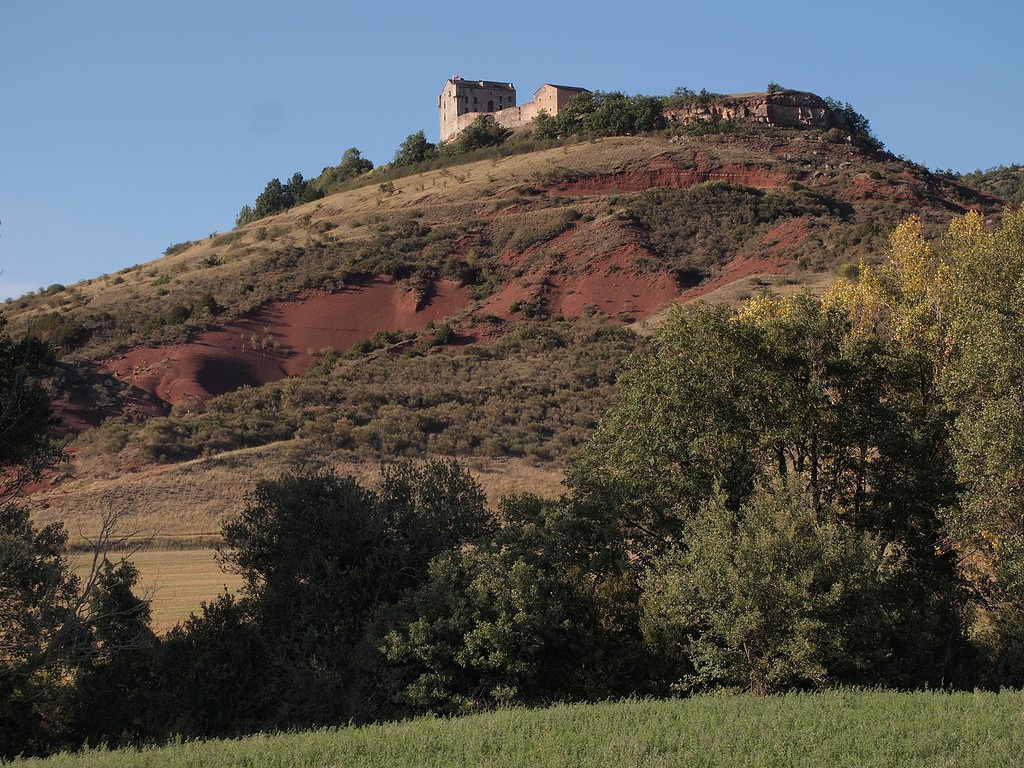
Замок Монтегю
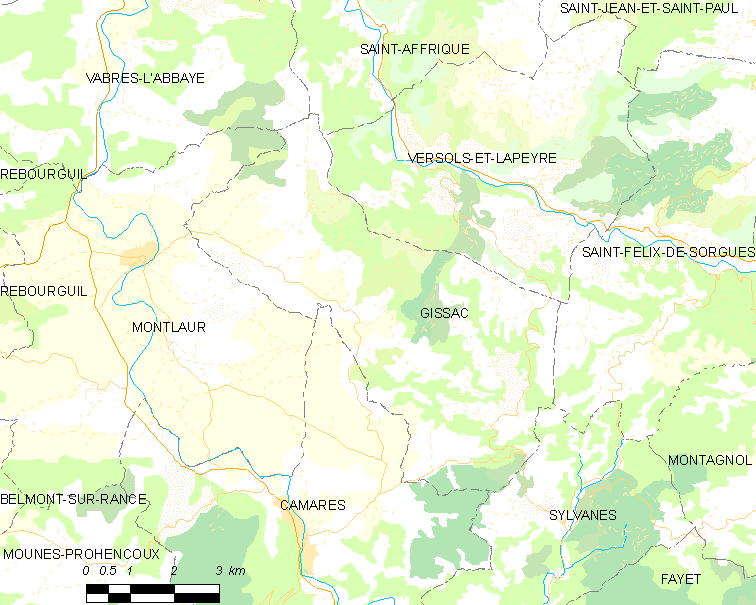
Карта коммуны